# Фунагата
Фунагата (яп. 舟形町 Фунагата-мати) — посёлок в Японии, находящийся в уезде Могами префектуры Ямагата. Площадь посёлка составляет 119,03 км², население — 5698 человек (1 августа 2014), плотность населения — 47,87 чел./км².

## Географическое положение
Посёлок расположен на острове Хонсю в префектуре Ямагата региона Тохоку. С ним граничат города Синдзё, Обанадзава, Мураяма, посёлки Могами, Оисида и село Окура.

## Население
Население посёлка составляет 5698 человек (1 августа 2014), а плотность — 47,87 чел./км². Изменение численности населения с 1980 по 2005 годы:
| 1980 | 8028 чел. |  |
| 1985 | 7920 чел. |  |
| 1990 | 7806 чел. |  |
| 1995 | 7546 чел. |  |
| 2000 | 6996 чел. |  |
| 2005 | 6671 чел. |  |

## Символика
Деревом посёлка считается софора японская, цветком — магнолия Кобуси.